# マーサ・クーリッジ
マーサ・クーリッジ（Martha Coolidge, 1946年8月17日 - ）はアメリカ合衆国コネティカット州出身の映画監督。

## 人物
ニューヨークでデザインと映画制作を学び、1970年代には多くのドキュメンタリー映画を製作。
2002年から2003年まで米国映画監督組合（Directors Guild of America）の会長を務めた。

## 主な監督作品
- 俺がハマーだ! Sledge Hammer! (1986) TVシリーズ パイロット版
- ランブリング・ローズ Rambling Rose (1991)
- ニール・サイモンの ヨンカーズ物語 Lost in Yonkers (1993)
- 愛に気づけば… Angie (1994)
- WISH ウィッシュ/夢がかなう時 Three Wishes (1995)
- アカデミー 栄光と悲劇 Introducing Dorothy Dandridge (1999)
- ウーマン ラブ ウーマン If These Walls Could Talk 2 (2000)
- プリティ・ガール The Prince and Me (2004)
- マテリアル・シスターズ Material Girls (2006)